# Industrie en Roumanie
L'industrie roumaine représente 34,2 % du PIB du pays et emploie 28,6 % de la population.
La Roumanie fabrique des produits électroniques comme des ordinateurs, équipement de télécommunications, téléviseurs et postes de radio, semi-conducteurs (la Roumanie est l’un des pays les plus grands producteurs au monde de cartes mères pour les ordinateurs, et composants de réseaux sans fil).

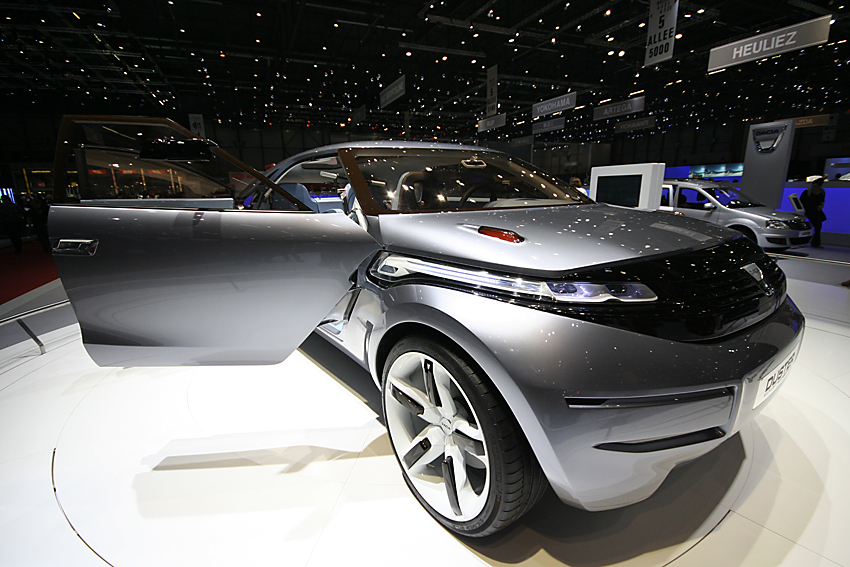
Dacia Duster au Salon international de l'automobile de Genève (2009)

La Roumanie produit aussi des automobiles comme celles de la marque Dacia du groupe Renault, des grands vaisseaux comme le porte-hélicoptères Karel Doorman, le plus grand navire (204 m) de la Marine Hollandaise construit par Damen Shipyards Group à Galați, des avions et plus particulièrement des hélicoptères chez IAR (Întreprinderea Aeronautică Română) en licence française, de très modernes chars blindés comme le TR-85M1, des produits de l’industrie chimique, de l'acier et d'autres produits de l'industrie métallurgique, des médicaments, de l’industrie alimentaire, et des produits de l’industrie légère et textile, comme des chaussures, et des vêtements.
De 2010 à 2014, la Roumanie a connu la plus grande croissance industrielle de l'Union européenne, derrière l'Estonie.

## Industrie pétrochimique

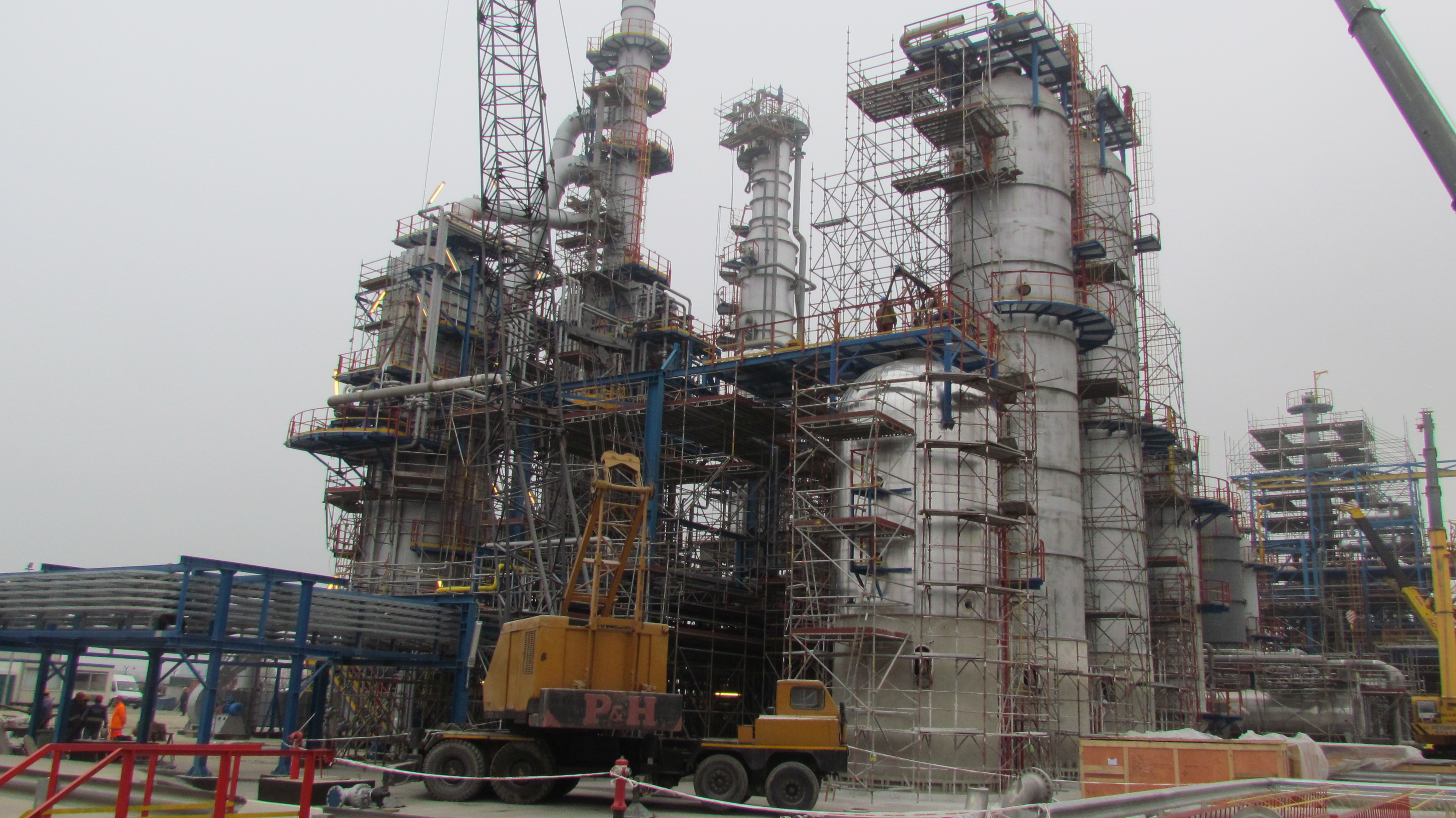
"Petromidia" raffinerie à Năvodari

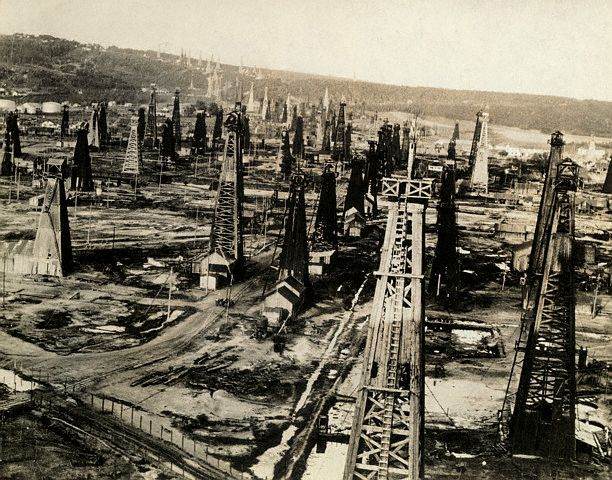
Champ pétrolier à Moreni

Avec une capacité annuelle de 504 000 barils/jour (80 100 m3/j), et en utilisant ses ressources propres (la Roumanie possédant les troisièmes réserves de pétrole d'Europe derrière la Russie et la Norvège), ou du pétrole importé du Moyen-Orient, l'industrie pétrochimique de Roumanie est l'une des plus importantes en Europe. De grandes compagnies comme Continental AG ou BASF produisent en Roumanie,.
Voici une liste des raffineries roumaines:
- Arpechim Refinery, Petrom 70 000 bbl/j
- Astra Refinery, Interagro, 20 000 bbl/j
- Petrobrazi Refinery, Petrom, 90 000 bbl/j
- Petromidia Constanţa Refinery, Rompetrol, 100 000 bbl/j
- Petrotel LUKoil Ploiești Refinery, Lukoil, 68 000 bbl/j
- Petrolsub Suplacu de Barcău Refinery, Petrom, 15 000 bbl/j
- RAFO Onești Refinery, Calder A, 70 000 bbl/j
- Steaua Romană Câmpina Refinery, Omnimpex Chemicals, 15 000 bbl/j
- Vega Ploiești Refinery, Rompetrol, 20 000 bbl/j

## Industrie minière
La Roumanie se classe au dixième rang mondial en termes de diversité des minéraux produits dans le pays. Environ 60 minéraux différents sont actuellement produits en Roumanie. Les gisements minéraux les plus riches du pays sont l'halite (chlorure de sodium).

## Industrie automobile
En 2018, environ 500 000 automobiles ont été produites en Roumanie.

## Technologie de l'information

### Secteur IT
La Roumanie est l'un des marchés les plus attractifs d'Europe pour les investissements technologiques et l'externalisation, avec une main-d'œuvre hautement qualifiée et diversifiée, des prix compétitifs et un environnement commercial stimulant avec un secteur évalué à 40 milliards d'Euro. Le secteur informatique de la Roumanie a connu une croissance continue au cours de la dernière décennie, malgré les turbulences politiques et la crise économique, ce qui est un bon indicateur de sa force motrice. Connus pour leur expertise technique étendue, leur flexibilité, leur enthousiasme et leurs excellentes compétences linguistiques, les fournisseurs de services logiciels roumains sont un excellent choix pour des collaborations à long terme dans les activités de nearshoring et d'offshoring.
La Roumanie est l'un des marchés de la technologie de l'information (TI) les plus dynamiques d'Europe centrale et orientale. Le pays a réalisé des progrès significatifs dans tous les sous-secteurs des technologies de l'information et de la communication (TIC), y compris la téléphonie de base, la téléphonie mobile, Internet et l'informatique. Le secteur des télécommunications du pays a été déréglementé, étendu et modernisé au cours des 15 dernières années.

### Leader en Europe
La Roumanie est le leader en Europe, et le sixième dans le monde, en termes de nombre de spécialistes informatiques certifiés, avec des taux de densité par 1 000 habitants plus élevés qu'aux États-Unis ou en Russie. Il y a environ 100 000 spécialistes dans le secteur IT. Environ 15 000 des 40 000 ingénieurs diplômant chaque année en Roumanie sont formés en TIC. Microsoft a acquis la technologie antivirus roumaine en 2003. Selon Microsoft, la Roumanie a un potentiel clair dans les technologies de l'information, un domaine dans lequel les étudiants, chercheurs et entrepreneurs roumains excellent. Sa culture orientée vers l'ouest et le haut niveau d'éducation de sa jeunesse font de la Roumanie un marché potentiel immense (le deuxième plus grand producteur de logiciels en Europe de l'Est). En termes de services d'externalisation informatique, la Roumanie est classée troisième mondialement, défiant avec succès l'Inde.
Le marché IT est l'un des secteurs les plus dynamiques de l'économie roumaine. Depuis l'année 1994, le marché IT a démontré des taux de croissance de 40 à 60 pour cent par an. Le plus grand secteur en termes de revenus est l'intégration de systèmes et de réseaux, qui représente 28,3 % des revenus totaux du marché. Pendant ce temps, le segment de marché de l'IT qui connaît la croissance la plus rapide est la programmation offshore. L'industrie de l'externalisation du développement de logiciels a franchi la barre des 3 milliards de dollars de revenus totaux en 2005 et a atteint 4,8 milliards de dollars en 2006. Actuellement, la Roumanie contrôle 5 % du marché de développement de logiciels offshore et est le troisième pays (après l'Inde et la Chine) parmi les exportateurs de logiciels. Cette croissance de l'externalisation des logiciels en Roumanie est causée par un certain nombre de facteurs. L'un d'eux est le rôle de soutien du Gouvernement de la Roumanie. Le gouvernement a lancé un programme de promotion de la construction de parcs technologiques orientés vers les technologies de l'information – des zones spéciales qui disposent d'une infrastructure établie et bénéficient d'un régime fiscal et douanier favorable. Un autre facteur stimulant la croissance du secteur IT en Roumanie est la présence de grandes entreprises technologiques mondiales telles qu'Intel, Motorola, Oracle, Sun Microsystems, Boeing, Nokia et locale comme par exemple: TotalSoft, TeamNet Internațional, Siveco qui ont intensifié leurs activités de développement de logiciels et ouvert leurs centres de R&D en Roumanie.
L'industrie des TIC a élargi son champ d'action au-delà de la fabrication d'équipements pour inclure les services de maintenance et de gestion ainsi que la création de contenu audio, vidéo, imprimé et numérique. Ces développements devraient créer une variété de nouvelles opportunités sur le marché des TIC en Roumanie. À l'occasion du Forum mondial de l'électronique (Paris 2000), l'étude "Worldwide ICT Professionals Market Situation Study" a montré que, d'ici 2008, la Roumanie serait le seul pays européen à disposer de spécialistes IT excellents. Actuellement, environ 25 000 professionnels des logiciels travaillent dans l'industrie et près de 1/5 d'entre eux sont impliqués dans des activités d'exportation de logiciels. En 2003, la Roumanie était classée 6e au monde par le nombre de professionnels certifiés ("2003 Global Skills IQ Report", Brainbench) et a reçu un certificat de bronze dans la catégorie "Most Certified Nation (Overall)" lors des premiers Bench Games annuels 2005 ("2005 Bench Games Report", Brainbench). Le vice-président pour la région EMEA a montré qu'Oracle s'engageait à encourager ce pays à tirer parti de son potentiel : "Oracle vise à aider la Roumanie à devenir la Silicon Valley de l'Europe centrale et orientale."

## Industrie du bois
L'industrie du bois de Roumanie est l'une des plus importantes au monde, avec un nombre de 5 496 compagnies qui sont impliquées dans l'industrie du bois. La compagnie KRONOSPAN ROMANIA SRL est le leader mondial dans la production de panneaux de bois.

## Industrie nucléaire
La Roumanie dispose d'une capacité de puissance nucléaire de 1 400 MW via deux réacteurs, constituant environ 18 % de la capacité nationale de production électrique du pays. Cela classe la Roumanie au 23e rang des principaux utilisateurs de l'énergie nucléaire dans le monde.